# 楊茜堯
楊茜堯（英語：Tavia Yeung，1979年8月30日—），原名楊怡，香港女演員，前無綫電視經理人合約藝人及前當家花旦之一。1999年中七畢業後加入第13期無綫電視藝員訓練班，契哥是藝人馬浚偉。她在2016年4月約滿後離開無綫電視。2020年宣佈改名楊茜堯。
楊怡是2012年至今唯一一位由香港人全民直選所得出的無綫視；憑11萬票於萬千星輝頒獎典禮2012奪得「最佳女主角」後，成為無綫首位女演員包攬所有四大組別獎項，包括「飛躍進步女藝員」（2003）、「最佳女配角」（2008）、「我最喜愛電視的女角色」（2009）、「最佳女主角」（2012），更是第二位無綫電視藝員訓練班出身而奪得視的女演員。

## 簡歷

### 早年生活
楊怡祖籍廣東省湛江市，自幼在沙田沙角邨及馬鞍山恆安邨長大。胞姊楊卓娜亦是無綫電視藝員之一，婚後曾一度息影。小學時期就讀中華基督教會基覺小學，中學時期就讀於馬鞍山潮州會館中學，至1998年中五畢業後加入第13期無綫電視藝員訓練班後成為旗下藝員。同期有楊明、徐榮、趙永洪、林峯、張美妮等。

### 演藝發展

#### 1999年－2002年
訓練班畢業後，楊怡曾在無綫電視《萬千星輝賀台慶》中擔任歡樂小姐。因楊怡當晚的表現在其他歡樂小姐脫穎而出，不久之後她接到高層的電話提到她做得很好。她初出道拍了多部MV，被封為「MV女王」。首部音樂錄像是與馬浚偉合作。
在1999年至2001年在多部電視劇集中跑龍套；首次拍攝電視劇，就是在《狀王宋世傑（貳）》飾演沒有對白的尼姑。至2001年，因樣子酷似當時無綫的一線花旦張可頤，而被安排於劇集《婚前昏後》中飾演其妹妹孫慶欣，始受觀眾留意。
2002年，在電視劇《再生緣》擔任女配角，之後參演的電視劇都有很重的戲份。同年，她首次在《2002年度萬千星輝賀台慶》榮獲提名當年TVB的「本年度我最喜愛的飛躍進步女藝員」。

#### 2003年－2007年
2003年，入行4年的楊怡終於憑藉《智勇新警界》內的「wet妹」角色溫嘉莉於《2003年度萬千星輝賀台慶》勇奪當年TVB的「本年度我最喜愛的飛躍進步女藝員」。這一年，除了榮獲提名這個獎她還有九個不同的提名。2004年，在電視劇《怪俠一枝梅》楊怡首次擔任第一女主角與溫兆倫和關禮傑合作。
楊怡在隨後幾年，在《大唐雙龍傳》、《衛斯理》、《學警雄心》、《御用閒人》、《Yummy Yummy》、《滙通天下》、《賭場風雲》、《布衣神相》、《溏心風暴》及《建築有情天》等多部電視劇中有很多演出機會，亦憑這些電視劇開始上位，人氣急升。

#### 2008年－2011年
2008年，楊怡在《溏心风暴之家好月圆》中出演「攞女」孫皓月一角，內裡演出一個「被人屈」的角色，每一場戲都令人感動、覺得「肉赤」的角色並憑該劇成為頂頭大熱奪得2008年度萬千星輝頒獎典禮「最佳女配角」一獎。次年，楊怡在古裝劇《宮心計》中首次飾演反派姚金鈴，演技精湛並成為2009年度萬千星輝頒獎典禮「最佳女主角」大熱人選之一。更於2009年被譽為無綫電視旗下「四大花旦」之一。
2009年，憑藉在古裝劇《宮心計》中「姚金鈴」反派一角，出色演技令觀眾耳目一新，成為熱話。2009年度萬千星輝頒獎典禮成為「最佳女主角」及「我最喜愛的電視女角色」大熱人選之一。在《2009年萬千星輝頒獎典禮》獲得「我最喜愛的電視女角色」，與此同時亦獲得由無綫頒出的「最佳表現大獎」 。但頒獎典禮過後，某部份網民認為楊怡沒有資格獲得「我最喜愛的電視女角色」，結果惹來某些粉絲狂插賽果不公。亦有報導指佘詩曼與楊怡因此不和。但佘詩曼與楊怡也否認不和。但楊怡也獲得TVB演員力撐，得獎實至名歸。包括馬浚偉、佘詩曼、陳法拉、韓馬利、陳豪等也表示祝賀楊怡此次演出很好。2010年，亦憑劇集《談情說案》於《2010年度萬千星輝頒獎典禮》獲提名「最佳女主角」最後五強。
2011年，楊怡進軍內地視壇，接拍電視劇《后宮》，與兩岸三地演員安以軒、馮紹峰及譚耀文攜手合作，並再次飾演反派（明憲宗妃子萬貞兒），開拓內地新市場，在劇中播出後更獲一致好評。另外，楊怡於2011年四部主演的劇集中，三部收視晉入十強，成績不錯，但在《2011年度萬千星輝頒獎典禮》的「最佳女主角」和「我最喜愛的電視女角色」最後卻五強不入。因佘詩曼和鄧萃雯先後離巢，無線推出新一代花旦「五小花」包括楊怡、胡杏兒、鍾嘉欣、徐子珊及陳法拉。

#### 2012年－2013年
2012年，楊怡於《Astro我的最愛頒獎典禮》憑藉《On Call 36小時》「范子妤」一角分别奪得「我的最愛電視女主角」、「十五大我的最愛電視角色」第八位以及與馬國明一同獲得「我的最愛電視螢幕情侶」。其後，在12月中的《2012年度萬千星輝頒獎典禮》，憑藉《名媛望族》「康子君」一角奪得「最佳女主角」。2013年，楊怡於《2012香港演藝人協會頒獎禮》憑藉《On Call 36小時》與馬國明同獲《電視傑出表現女演員》及《電視傑出表現男演員》。
2013年，9月28日，楊怡於《星和無綫電視大獎2013》憑藉《名媛望族》「康子君」一角奪得「我最愛TVB電視女角色」及「我最愛TVB女藝人」。同年12月，憑籍《On Call 36小時II》所飾演的范子妤一角奪得《TVB 馬來西亞星光薈萃頒獎典禮2013》「最喜愛TVB角色」第2位及與馬國明一同獲得「最喜愛TVB螢幕情侶」

#### 2014年－2019年
2014年，有傳楊怡於4月約滿無綫電視，早在2013年中港兩地多家娛樂公司提出3千萬元簽兩年的優厚條件，無綫得悉後即時續約，楊怡其後在4月宣佈與無綫續約兩年，繼續效力無綫電視。2015年1月15日，楊怡與陳展鵬、馬國明、郭晉安、鍾嘉欣及陳豪於新加坡合演《I Love HK 2015 最愛香港影視演唱會》。該年由於隨著與胡杏兒、鍾嘉欣、陳法拉、徐子珊所組成的2010年代TVB「五大花旦」，陳法拉、胡杏兒、徐子珊先後約滿離巢，再加上隨著胡杏兒、鍾嘉欣、楊怡先後成婚，「五花」時代即告終結，另一方面TVB開始集中力捧新晉花旦，意味剩下還未完約的楊怡及鍾嘉欣在TVB的重視程度將會銳減。
2015年7月，楊怡因不肯續約而遭無綫雪藏，故拍畢《末代御醫》及《小城大愛》後沒有接拍任何新劇。《末代御醫》是郭晉安與楊怡首次合作的電視劇，而該劇是杨怡的告别作。2016年4月，楊怡正式約滿，離開了工作17年的無綫，之後主力在內地或向舞台劇方面發展。
2016年9月份，楊怡取代胡杏兒演姚小蝶，接演了舞台剧《我和春天有个约会》，也是首次舞台劇演出，她表明接演舞台劇比結婚來的更加有壓力。2017年1月2日起會在上海公演20場，與萬綺雯、呂頌賢、黃德斌等人演出。演出大獲觀眾好評。其後在加碼於上海、廣州、成都、深圳四站作巡迴演出。2017年4月，楊怡接演了舞台剧《我的X 72家房客》，在與呂頌賢及梁琤合作。《我的X 72家房客》将在6月30至7月9日为香港回归20周年特约。
2017年7月，楊怡被無綫以外邀方式回巢拍攝《再創世紀》，開價五萬一集。演員陣容強大包括郭晉安、鍾嘉欣、林文龍、周麗淇等人。而楊怡於《創世紀》及《創世紀II天地有情》為分飾幾角的跑龍套角色，於今輯成為女主角之一，並繼《末代御醫》後再與郭晉安合作（兩部劇皆飾演一對，本劇為夫妻），亦繼《布衣神相》後再與林文龍合作。此外，她與同劇另一女主角周勵淇首度合作，拍畢此劇二人成為好友。巧合地二人同年同月同日生，更大的巧合兩人在2020年成為人母。

#### 2020年至今
2020年，產後不久楊怡接了不少嬰兒用品廣告，更有不少廣告客戶邀請她試用奶粉、尿片等嬰兒用品，她網上一個平台宣傳已叫價15萬元。同年，楊茜堯與丈夫羅仲謙接拍由金牌監製梁家樹製作的劇集《家族榮耀》，更是她產後首度復出接拍的電視劇。該劇拍攝地點包括香港、澳門以及深圳三地。演員陣容鼎盛，包括張智霖、羅仲謙（亦為其夫）、黃浩然、李彩樺等人。
2020年2月13日於Instagram宣布改名楊茜堯。
2023年，楊茜堯首度復出被邀请到馬來西亞擔任綜藝節目《好聲Family》第四季常駐評審。12月，楊茜堯回巢拍攝《黑色月光》。

## 個人生活
2011年，楊怡在拍攝《On Call 36小時》與無綫電視男藝員羅仲謙結緣。2016年3月，拍拖五年，他們終於在英國古堡舉行Wedding Blessing儀式。同年8月，正式宣布與比她小五歲的羅仲謙結婚，並在同年10月2日在香港完婚，正式成為合法夫妻。當晚他們在酒店擺五十二圍，出席婚宴的賓客大多數都是藝人，有馬浚偉、林峯、佘詩曼、郭可盈、宣萱、蔡少芬、林文龍、陳豪、黃日華、黎耀祥、胡杏兒、李司棋、關菊英、葉璇、郭晉安、馬海倫、薛家燕、吳啟華、謝天華、錢小豪等。
兩人在2020年2月13日於Instagram宣布懷孕，二人的長女於同年出生。2020年10月26日，楊怡與丈夫羅仲謙一同宣布將改名；羅仲謙改为羅子溢，楊怡則改為楊茜堯。2021年，楊怡生下幼子。

## 演出作品

### 電視劇（無綫電視）
| 1999年                       |                            |                           |
| 真情                         | 酒樓服務員/Joan同事        |                           |
| 刑事偵緝檔案IV               | IRENE 新聞報導員／銷售員   |                           |
| 狀王宋世傑（貳）             | 尼 姑                      |                           |
| 吾係差人                     | O.L.                       |                           |
| 非常保鑣                     | 酒 保                      |                           |
| 雙面伊人                     | 女護士／新聞報導員         |                           |
| 騙中傳奇                     | 四川飄香院風塵女子         |                           |
| 人龍傳說                     | 風塵女子                   |                           |
| 創世紀                       | 賓 客／玩具公司秘書        |                           |
| 2000年                       |                            |                           |
| 無業樓民                     | 銷售員                     |                           |
| 夢想成真                     | Jenny                      |                           |
| 緣份無邊界                   | 公關小姐                   |                           |
| 男親女愛                     | 心靈慰藉中心接待員         |                           |
| 楊貴妃                       | 宮 女                      |                           |
| 創世紀II天地有情             | Mary                       |                           |
| 陀槍師姐II                   | 都市追擊新聞播報員         |                           |
| 十月初五的月光               | 同事／少女／客人           |                           |
| 大囍之家                     | 待嫁少女                   |                           |
| 廟街·媽·兄弟                 | 錢祖兒                     |                           |
| 金裝四大才子                 | 唐伯虎徵婚應徵者／拜神少女 |                           |
| 雷霆第一關                   | 海關人員                   |                           |
| 京城教一                     | 犯人                       |                           |
| 新鮮人                       | 馮慧慧（Vivian）           |                           |
| 2001年                       |                            |                           |
| FM701                        | 司徒雅頌（Rebecca）        |                           |
| 美麗人生                     | 青春女星                   |                           |
| 倚天屠龍記                   | 尼 姑                      |                           |
| 美味情緣                     | 電視台主持                 |                           |
| 封神榜                       | 陳貴妃                     |                           |
| 七姊妹                       | 護 士                      |                           |
| 婚前昏後                     | 孫慶欣                     |                           |
| 2002年                       |                            |                           |
| 再生緣                       | 蘇映雪                     |                           |
| 流金歲月                     | 鍾翠兒（Kiko）             |                           |
| 點指賊賊賊捉賊               | 邵安琪（Angel）            | 海外首播                  |
| 2003年                       |                            |                           |
| 天子尋龍                     | 慕容雪                     |                           |
| 智勇新警界                   | 溫嘉莉（Kelly）            |                           |
| 衛斯理                       | 黃紅紅                     |                           |
| 英雄·刀·少年                 | 李 閏                      |                           |
| 富豪海灣非凡情緣－戀上友情人 | Bowie朋友                  |                           |
| 2004年                       |                            |                           |
| 怪俠一枝梅                   | 鍾 環                      |                           |
| 大唐雙龍傳                   | 李秀寧                     |                           |
| 水滸無間道                   | 康至善                     |                           |
| 2005年                       |                            |                           |
| 御用閒人                     | 如 意                      |                           |
| 學警雄心                     | 何 花                      |                           |
| Yummy Yummy                  | 周芷茵（Yan）              |                           |
| 2006年                       |                            |                           |
| 施公奇案                     | 僧格明珠（明珠格格）       |                           |
| 布衣神相                     | 葉夢色                     | 海外首播 合唱插曲《靠近》 |
| 滙通天下                     | 喬 蓁                      |                           |
| 賭場風雲                     | 譚珠美（Mimi）             |                           |
| 2007年                       |                            |                           |
| 溏心風暴                     | 卓文麗（Jackie）           |                           |
| 學警出更                     | 何 花                      |                           |
| 爸爸閉翳                     | 羅四喜（Joey）             |                           |
| 建築有情天                   | 張文政（Freeda）           |                           |
| 2008年                       |                            |                           |
| 溏心風暴之家好月圓           | 孫皓月（攞女）             |                           |
| 2009年                       |                            |                           |
| 碧血鹽梟                     | 竇勝雪／呂勝雪             | 合唱主題曲《愛怎麼說》    |
| 宮心計                       | 姚金鈴（麗妃）             |                           |
| 2010年                       |                            |                           |
| 戀愛星求人                   | 簡傲藍（Twinkle）          | 海外首播                  |
| 鐵馬尋橋                     | 青年歐陽惠蘭               |                           |
| 談情說案                     | 徐小麗（犀利妹）           |                           |
| 2011年                       |                            |                           |
| 魚躍在花見                   | 賽思蘢                     |                           |
| 點解阿Sir係阿Sir             | 何妙雪（Miss Ho）          |                           |
| 真相                         | 康芷欣（Mavis）            |                           |
| 不速之約                     | 方小芳                     |                           |
| 2012年                       |                            |                           |
| On Call 36小時               | 范子妤（魚仔）             |                           |
| 回到三國                     | 桑 柔                      |                           |
| 名媛望族                     | 康子君（四太太）           |                           |
| 法網狙擊                     | 況天藍（Chris）            |                           |
| 2013年                       |                            |                           |
| 仁心解碼II                   | 林頌恩／蔣依琳             |                           |
| On Call 36小時II             | 范子妤（魚仔）             |                           |
| 2014年                       |                            |                           |
| 守業者                       | 唐冰冰                     |                           |
| 宦海奇官                     | 惠 琳／郭巧容              |                           |
| 2015年                       |                            |                           |
| 天眼                         | 吳珍妮（Jan）              |                           |
| 潮拜武當                     | 樂 洋（Ocean）             |                           |
| 收規華                       | 梁 芯                      |                           |
| 2016年                       |                            |                           |
| 小城大愛                     | 許文惠                     | J5首播                    |
| 末代御醫                     | 伏 苓                      |                           |
| 2018年                       |                            |                           |
| 再創世紀                     | 章明晞（Hayley）           |                           |
| 2024年                       |                            |                           |
| 黑色月光                     | 余滿月 （Moon）            |                           |

### 電視劇（其他）
| 首播            | 劇名     | 角色   |
| --------------- | -------- | ------ |
| 2011年          |          |        |
| 11月6日-12月4日 | 后宮     | 萬貞兒 |
| 2022年          |          |        |
| 1月4日          | 家族榮耀 | 甄芯   |

### 電影
| 劇名         | 角色         |
| ------------ | ------------ |
| 2001年       |              |
| 月滿抱西環   | 玩新郎的姊妹 |
| 2003年       |              |
| 低一點的天空 | Eva          |

### 舞台剧
| 首播            | 劇名                    | 角色   |
| 2017年          |                         |        |
| 1月3日至1月21日 | 我和春天有个约会        | 姚小蝶 |
| 6月30至7月9日   | 72X房客之寻找幸福的岁月 | 李善幸 |

### 電視節目
- 1999年：《1998年度十大劲歌金曲颁奖典礼》
- 1999年：《恋爱婚Fun纷》
- 1999年：《超级无敌奖门人》
- 1999年：《万千星辉贺台庆1999》（欢乐小姐）
- 2000年：《周末青春派》
- 2000年：《康泰最紧要好玩-缅甸篇》
- 2001年：《周末青春派》
- 2001年：《精叻智游72小时-韩国篇》
- 2001年：《迈向35周年万千星辉贺台庆》
- 2001年：《好客香港攞满FUN》
- 2001年：《玄来如此》
- 2002年：《欢乐满东华》
- 2002年：《智醒用电群星夜》
- 2002年：《一触即发（再生缘艺员版）》
- 2002年：《35周年万千星辉贺台庆》
- 2003年：《36周年万千星辉贺台庆》
- 2003年：《智趣相投-轻松自在人生》
- 2003年：《TVB网上聊天室嘉宾》
- 2003年：《都市闲情客席嘉宾评判》
- 2003年：《K-100客席主持》
- 2003年：《快乐行社香港非常游》
- 2004年：《迈向38周年万千星辉贺台庆》
- 2005年：《都市闲情儿童节嘉宾》
- 2005年：《38周年万千星辉贺台庆》
- 2006年：《15/16》嘉宾
- 2006年：《美女厨房》嘉宾
- 2006年：《学厨出餐》评判嘉宾
- 2007年：《味分高下》
- 2008年：《亮相》
- 2009年：《美女厨房》嘉宾
- 2010年：《楊怡峰SO搵桃花》主持
- 2010年：《星級厨房》嘉宾
- 2010年：《桂格母親節簡易燕麥菜式烹調教室》嘉宾
- 2010年：《國民大會》嘉宾(台灣)
- 2010年：《吃飯皇帝大》嘉宾(台灣)
- 2010年：《女人我最大》嘉宾(台灣)
- 2011年：《大廚出馬》嘉宾
- 2011年：《范後感》嘉宾
- 2013年：《我的2012》嘉宾
- 2013年：《無綫為食台新派煮意#582、#585、#588期》嘉宾
- 2013年：《May姐有請》嘉宾
- 2016年： 《天天向上》嘉宾（內地）
- 2023年： 《好聲Family》評審

## 音樂作品（歌曲）
| 年份   | 歌名     | 機構     | 劇名               | 性質   | 備註                       |
| ------ | -------- | -------- | ------------------ | ------ | -------------------------- |
| 2004年 | 驗情     | 新城電台 | 《28樓的驗情故事》 | 主題曲 | 與吳卓羲合唱               |
| 2004年 | 你最红   | 無綫電視 | 《TVB賀年歌》      |        | 與TVB羣星合唱              |
| 2005年 | 與朋友共 | 無綫電視 | 《Yummy Yummy》    | 主題曲 | 與林峯、鄭嘉穎、佘詩曼合唱 |
| 2005年 | 三角兩面 |          | 《Yummy Yummy》    | 插曲   | 歌詞與鄭嘉穎版本相對應     |
| 2006年 | 靠近     |          | 《布衣神相》       | 片尾曲 | 與林文龍合唱               |
| 2009年 | 愛怎麼說 |          | 《碧血鹽梟》       | 主題曲 | 與馬浚偉合唱               |

## 參與的MTV
- 蘇永康《小城無眼淚》
- 梁漢文《重新做人》《不愛就不愛》
- 何潤東《那年十七歲》
- 楊千嬅《放煙花》
- 陳曉東《明天》
- 靜子《蝴蝶》
- SWING《shut up》
- 鄭秀文《發熱發亮》《如何掉眼淚》
- 何嘉莉《愈愛愈錯》（極樂）
- 古倩敏《為何要繼續愛》
- 小雪《說清楚》
- 林保怡《愛不出口》
- 鄧健泓《心寒》
- 張家輝《讓我走》
- 天織堂《別管我》
- 陳建穎《上位》
- Gas《On My Mind》
- 馬浚偉《玫瑰和家明》
- ZEN《回來》
- TVB賀年歌《你最红》
- 林峯《直到你不找我》

## 無綫月曆
- 2004年－4月－溫兆倫
- 2005年－4月－林峯
- 2006年－9/10月－陳豪、蒙嘉慧、馬國明、楊秀惠、鄭健樂、馬浚偉、陳山聰、黃長興
- 2007年－11月－敖嘉年、陳山聰、郭羨妮、胡杏兒、林峯
- 2008年－4月－崔建邦、王喜、廖碧兒、黃宗澤、謝天華
- 2009年－7月－鄭嘉穎、吳卓羲、唐詩詠、陳茵媺
- 2013年－2月－郭晉安、謝天華、苗僑偉、陳法拉
- 2014年－4月－鄭裕玲、陳豪、鄭俊弘、黎諾懿、蕭正楠 、揚明、高鈞賢
- 2015年－7月－鄭嘉穎、陳展鵬
- 2016年－10月－郭晉安、敖嘉年、朱晨麗
- 2018年－8月－再创世纪

## 獎項
| 年份   | 名稱                             | 獎項                                   | 角色            | 劇名                   | 結果 |
| ------ | -------------------------------- | -------------------------------------- | --------------- | ---------------------- | ---- |
| 2003年 | 萬千星輝賀台慶2003               | 「本年度我最喜愛的飛躍進步女藝員大獎」 | 溫嘉莉          | 《智勇新警界》         | 獲獎 |
| 2007年 | 2007年度壹電視大獎               | 「 WHY 時尚風格大獎」                  |                 |                        | 獲獎 |
| 2008年 | 萬千星輝頒獎典禮2008             | 「最佳女配角」                         | 孫皓月          | 《溏心風暴之家好月圓》 | 獲獎 |
| 2008年 | 2008年演藝動力大獎               | 「我最支持的演藝動力大獎」             | 孫皓月          | 《溏心風暴之家好月圓》 | 獲獎 |
| 2009年 | 萬千星輝頒獎典禮2009             | 「我最喜愛的電視女角色」               | 姚金鈴          | 《宮心計》             | 獲獎 |
| 2009年 | 萬千星輝頒獎典禮2009             | 「最佳表現大獎」                       |                 |                        | 獲獎 |
| 2009年 | 2009年度壹電視大獎               | 「十大電視藝人（第3位）」              |                 |                        | 獲獎 |
| 2010年 | 星和無綫電視大獎2010             | 「我最愛TVB電視女角色」                | 孫皓月          | 《溏心風暴之家好月圓》 | 獲獎 |
| 2010年 | 2010年度壹電視大獎               | 「十大電視藝人（第4位）」              |                 |                        | 獲獎 |
| 2010年 | 2010年度壹電視大獎               | 「 Philips 星勢非凡大獎」              |                 |                        | 獲獎 |
| 2010年 | 2010年度YAHOO!搜尋人氣大獎       | 「電視女藝人」                         |                 |                        | 獲獎 |
| 2010年 | MY AOD我的最愛頒獎典禮2010       | 「十大我的最愛電視角色」               | 徐小麗          | 《談情說案》           | 獲獎 |
| 2011年 | 星和無綫電視大獎2011             | 「我最愛TVB電視女角色」                | 徐小麗          | 《談情說案》           | 獲獎 |
| 2011年 | MY AOD我的最愛頒獎典禮2011       | 「我的最愛十五大電視角色」             | 康芷欣（Mavis） | 《真相》               | 獲獎 |
| 2011年 | 2011年度壹電視大獎               | 「十大電視藝人（第5位）」              |                 |                        | 獲獎 |
| 2012年 | MY AOD我的最愛頒獎典禮2012       | 「我的最愛電視螢幕情侶」               | 范子妤、張一健  | 《On Call 36小時》     | 獲獎 |
| 2012年 | MY AOD我的最愛頒獎典禮2012       | 「我的最愛十五大電視角色」             | 范子妤          | 《On Call 36小時》     | 獲獎 |
| 2012年 | MY AOD我的最愛頒獎典禮2012       | 「我的最愛電視女主角」                 | 范子妤          | 《On Call 36小時》     | 獲獎 |
| 2012年 | 星和無綫電視大獎2012             | 「我最愛TVB電視女角色」                | 范子妤          | 《On Call 36小時》     | 獲獎 |
| 2012年 | 星和無綫電視大獎2012             | 「最璀璨奪目女藝人獎」                 |                 |                        | 獲獎 |
| 2012年 | 2012年度壹電視大獎               | 「十大電視藝人（第8位）」              |                 |                        | 獲獎 |
| 2012年 | 萬千星輝頒獎典禮2012             | 「最佳女主角」                         | 康子君          | 《名媛望族》           | 獲獎 |
| 2013年 | 星和無綫電視大獎2013             | 「我最愛TVB電視女角色」                | 康子君          | 《名媛望族》           | 獲獎 |
| 2013年 | 星和無綫電視大獎2013             | 「我最愛TVB女藝人」                    | 康子君          | 《名媛望族》           | 獲獎 |
| 2013年 | 2013年度壹電視大獎               | 「十大電視藝人（第3位）」              |                 |                        | 獲獎 |
| 2013年 | 萬千星輝頒獎典禮2013             | 「中國內地最受歡迎TVB劇女藝人」        |                 |                        | 獲獎 |
| 2013年 | 2012年度香港電影工作者總會頒獎禮 | 「2012年度電視傑出表現女演員」         |                 |                        | 獲獎 |
| 2013年 | TVB 馬來西亞星光薈萃頒獎典禮2013 | 「最喜愛TVB熒幕情侶」                  | 范子妤、張一健  | 《On Call 36小時II》   | 獲獎 |
| 2013年 | TVB 馬來西亞星光薈萃頒獎典禮2013 | 「最喜愛TVB電視角色」                  | 范子妤          | 《On Call 36小時II》   | 獲獎 |
| 2014年 | TVB 馬來西亞星光薈萃頒獎典禮2014 | 「最喜愛TVB電視角色」                  | 唐冰冰          | 《守業者》             | 獲獎 |
| 2014年 | 星和無綫電視大獎2014             | 「我最愛TVB電視女角色」                | 唐冰冰          | 《守業者》             | 獲獎 |
| 2015年 | 星和無綫電視大獎2015             | 「我最愛TVB電視女角色」                | 吳珍妮          | 《天眼》               | 獲獎 |
| 2015年 | TVB 馬來西亞星光薈萃頒獎典禮2015 | 「最喜愛TVB電視角色」                  | 梁芯            | 《收規華》             | 獲獎 |
| 2024年 | 萬千星輝頒獎典禮2024             | 「大灣區最喜愛TVB女主角」              | 余滿月          | 《黑色月光》           | 獲獎 |

### 其他獎項
| 年份   | 名稱                                          | 獎項                                             | 結果 |
| ------ | --------------------------------------------- | ------------------------------------------------ | ---- |
| 2003年 | 《3周刊》                                     | 「至尊人氣藝人大賞 - 飛耀女藝人」                | 獲獎 |
| 2006年 | 《金南方影視獎》                              | 「金南方年度最具潛質港台藝人」楊怡（大唐雙龍傳） | 獲獎 |
| 2007年 | 《SINA 2007 粵港十年·網娛盛典》               | 「最佳劇情女演員」楊怡                           | 獲獎 |
| 2011年 | 《2011年Fashion & Beauty OL直選完美品牌大賞》 | 「OL至愛品牌代言人」: 楊怡 （2B Alternative）    | 獲獎 |

## 外部連結
- 楊怡Tavia Yeung的Facebook專頁
- 楊怡Tavia Yeung的Instagram帳戶
- 楊怡TaviaYeung的新浪微博
- 楊怡個人網站 TaviaYeunG.com（页面存档备份，存于）
- 楊怡國際總站 怡居
- 楊茜堯在香港影庫上的簡介
- 楊茜堯在时光网上的簡介（简体中文）
- 楊茜堯在豆瓣上的资料（简体中文）